# Компромат
Компромат — докази, матеріали, що компрометують кого-небудь. Слово «компромат» утворено шляхом скорочення словосполучення «компрометуючий матеріал».

## Сутність
Компромат зазвичай являє собою документи (папери, фотографії, відео- та звукозапис), що містять інформацію, яка викриває темні сторони діяльності людини або організації — ті, які він/вони намагалися не розголошувати.

## Соціальний вплив
Як правило, чим вищий суспільний статус людини, тим більш згубним для неї може виявитися компромат. Компромат може розкритися випадково, або збирається за допомогою стеження. На зборі компромату, наприклад, спеціалізуються приватні детективи.

## Мета
Компромат може використовуватися для шантажу та здирництва. Нерідко компромат використовують у політиці, наприклад, рідко коли передвиборча кампанія обходиться без збору компромату.

## Способи
Компромат може оприлюднюватися у вигляді правдоподібної інформації, але з корисливо-провокаційною метою, він може подаватися у дезінформаційній формі.

## Наслідки
Компромат може повністю погубити кар'єру людини, але може мати і зворотний ефект, вилившись лише в додаткову рекламу.
Приклад сайт шахраїв wikicompromat.org.